# Echinus (Architektur)

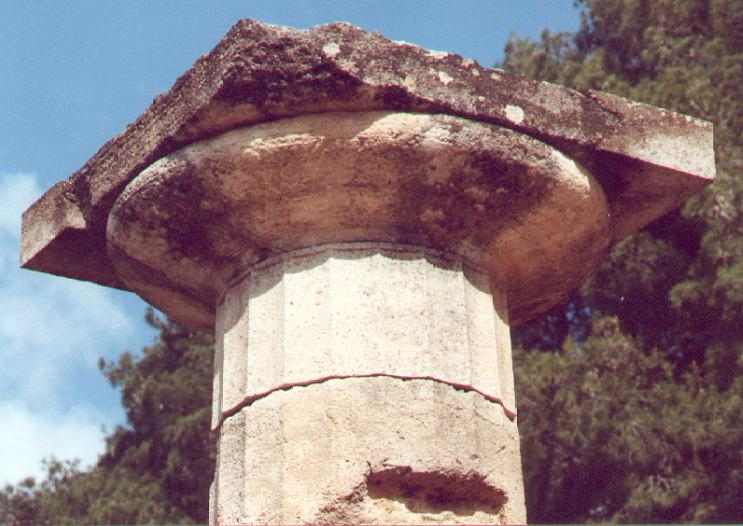
Echinus

Der Echinus (von altgriechisch ἐχῖνος „Seeigel“, latinisiert bei Vitruv de architectura 4.3.4) ist in der griechischen Architektur das meist wulstartig geschwollene Glied dorischer Kapitelle. Er vermittelt zwischen Säulenschaft und Abakus, der vorspringenden quadratischen Platte, die den Kapitellabschluss bildet und das Gebälk trägt. 
Der im Horizontalschnitt kreisförmige Echinus verbreitert sich zum Abakus hin. Die Ausladung ist in archaischer Zeit stark wulstartig gebildet und zieht sich unterhalb des Abakus mehr oder minder prägnant ein. Im Verlauf des 5. Jahrhunderts v. Chr. wird der Kurvenverlauf des Echinus immer gestreckter und linearer, um ab dem 3. Jahrhundert v. Chr. oft eine einfache Linie zu bilden.
Das untere Ende geht in den meist angearbeiteten Säulenhals, das Hypotrachelion, über und ist von diesem durch ringförmig eingeschnittene Kerben, die Anuli, getrennt.